# Iracemápolis
Iracemápolis é um município brasileiro do estado de São Paulo. Sua população estimada pelo IBGE em 2024 era de 22.435 habitantes.

## Toponímia
Em língua indígena, Iracema significa "lábios de mel" e do grego, "polis", que significa "cidade", determinam a etimologia dxe Iracemápolis: "cidade lábios de mel".
A alcunha do município, Bate-Pau, provém das encenações que os negros escravos realizavam ao som de batidas de estacas de madeira relembrando a situação deles nas senzalas.
A denominação atual só passou a ser utilizada quando o vilarejo foi elevado a categoria de distrito de Limeira através da lei 1931 de 29 de outubro de 1923.

## História
Iracemápolis foi fundada em 1891 com a criação do vilarejo denominado Santa Cruz da Boa Vista. Em 29 de outubro de 1923 foi elevada a categoria de distrito do município de Limeira.
Sua emancipação política ocorreu em 31 de dezembro de 1953 com a Lei nº 2456 e sua instalação verificou-se no dia 1 de janeiro de 1954 com a posse do prefeito e vereadores eleitos.

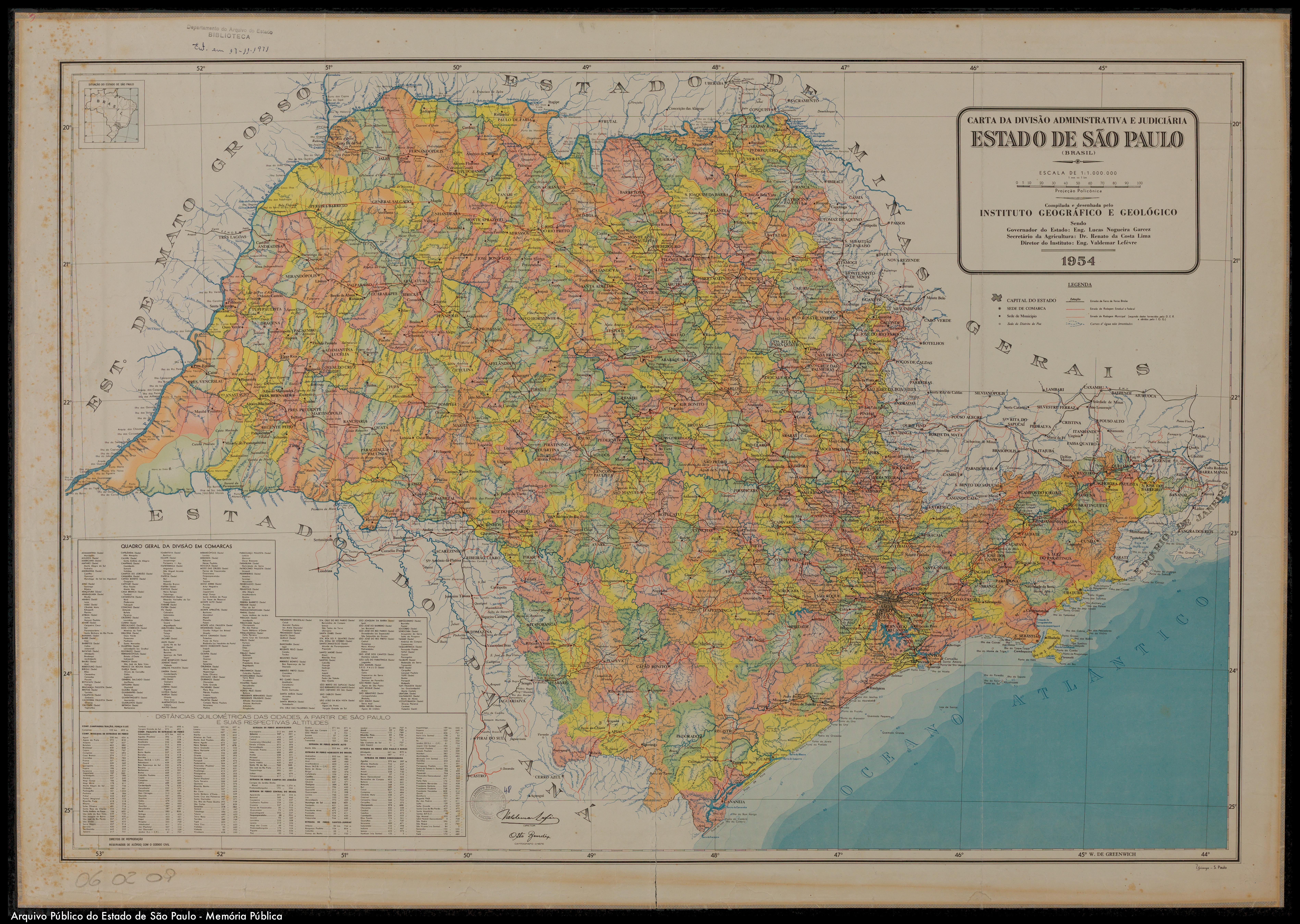
Estado de São Paulo (1953).

## Geografia
Localiza-se a uma latitude 22º34'50" sul e a uma longitude 47º31'07" oeste, estando a uma altitude de 608 metros.

### Hidrografia
- Rio Piracicaba.

### Rodovias
O município é servido pelas rodovias:
- SP-151
- SP-306
- SP-147

## Demografia

### População
| Crescimento populacional                             | Crescimento populacional | Crescimento populacional | Crescimento populacional |
| Ano                                                  | População Total          |                          | %±                       |
| ---------------------------------------------------- | ------------------------ | ------------------------ | ------------------------ |
| 1958                                                 | 6 580                    |                          | —                        |
| 1960                                                 | 5 836                    |                          | −11,3%                   |
| 1970                                                 | 6 907                    |                          | 18,4%                    |
| 1980                                                 | 8 283                    |                          | 19,9%                    |
| 1991                                                 | 11 752                   |                          | 41,9%                    |
| 2000                                                 | 15 555                   |                          | 32,4%                    |
| 2010                                                 | 20 029                   |                          | 28,8%                    |
| 2022                                                 | 21 967                   |                          | 9,7%                     |
| Est. 2024                                            | 22 435                   | [ 9 ]                    | 2,1%                     |
| Fontes: Censos Demográficos IBGE e Estimativas SEADE |                          |                          |                          |

### Dados demográficos
Dados do Censo - 2010
- População total: 20.029
- Densidade demográfica (hab./km²): 173,99
- Mortalidade infantil até 1 ano (por mil): 11,2
- Expectativa de vida (anos): 76,8
- Taxa de fecundidade (filhos por mulher): 1,7
- Taxa de alfabetização: 94,3%
- Índice de Desenvolvimento Humano (IDH-M): 0,776
  - IDH-M Renda: 0,742
  - IDH-M Longevidade: 0,863
  - IDH-M Educação: 0,729

## Política e administração
- Prefeito: Nelita Cristina Michel Franceschini (2021/2024)
- Vice-prefeito: Francisco Rossetti
- Presidente da câmara: Valdenito Gonçalves de Almeida

## Economia

### Fábrica da Great Wall Motors Brasil

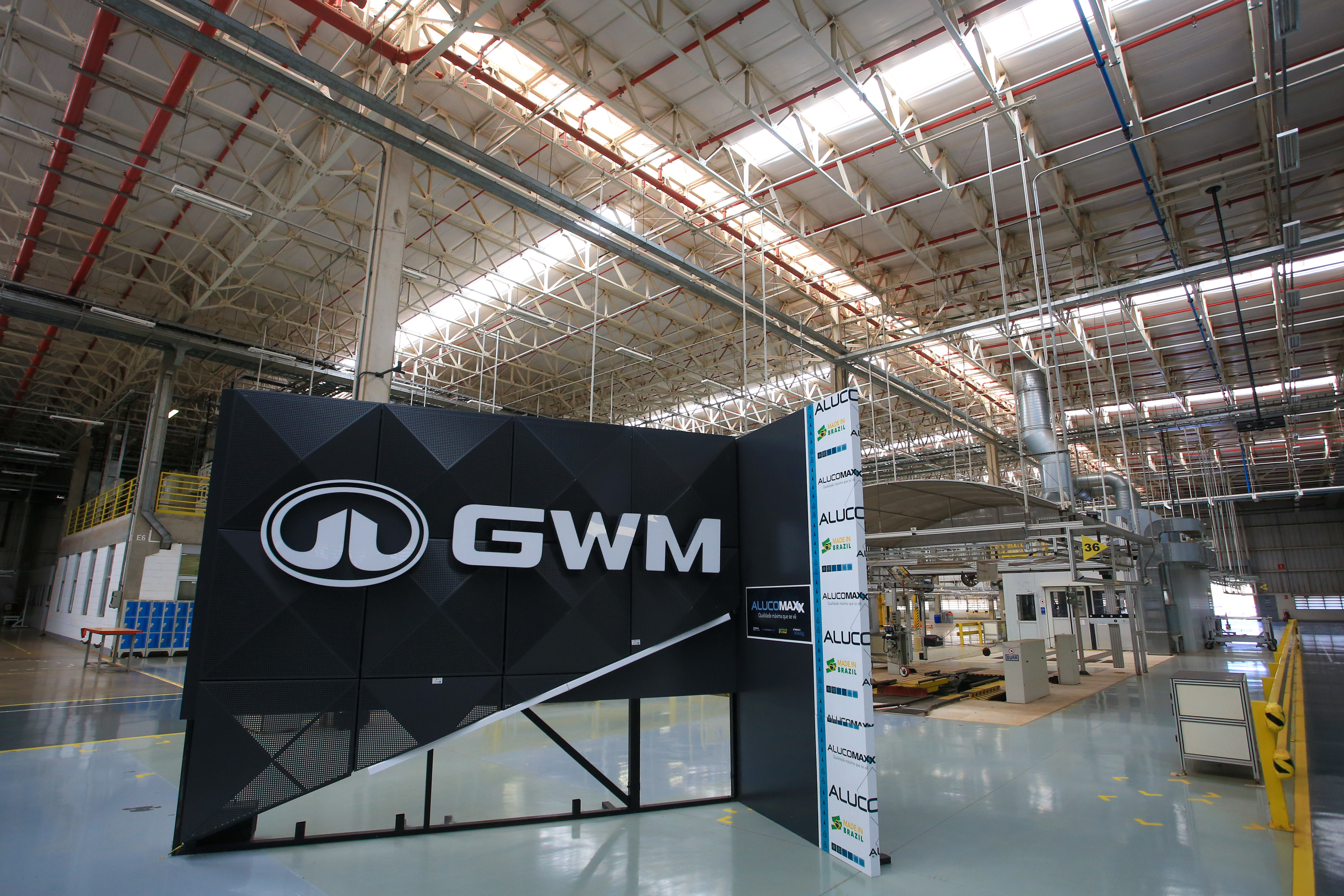
Complexo Automotivo da Great Wall Motors Brasil - GWM.

A Great Wall Motors adquiriu a antiga unidade da Mercedez-Benz, que teve suas atividades encerradas no final de 2021.

#### Antiga Fábrica da Mercedes-Benz
A fábrica da Mercedes-Benz do Brasil foi inaugurada em março de 2016 em Iracemápolis, dando início à produção de automóveis utilizando modernos processos industriais. A unidade produziu o modelo Classe C e o SUV GLA, um Veículo utilitário esportivo.
A unidade da Mercedes-Benz se destacava por algumas características como Lean Culture (cultura enxuta) e produção verde que utiliza conceitos, processos e ações voltados à preservação do meio ambiente e à redução do consumo de recursos naturais. A planta de Iracemápolis produz 50% da energia que consome como resultado de cogeração em um sistema híbrido que utiliza energia elétrica e gás natural, outro destaque é o sistema de pintura à base de água, que utiliza a tecnologia mais eficiente disponível no mercado.

## Infraestrutura

### Educação
O município de Iracemápolis possui nove escolas municipais, sendo quatro de ensino fundamental do ciclo I e cinco escolas de educação infantil. Possui também três escolas estaduais e uma escola particular que atende crianças do maternal ao ensino médio, além de quatro creches, sendo uma municipal.

### Saúde
Possui  as seguintes unidades de saúde: Secretaria Municipal de Saúde "Vereador Alberto Liberato Lucas" que é compartilhado com a Vigilância em Saúde (Vigilância Epidemiológica e Vigilância Sanitária), Unidade de Fisioterapia Municipal "Geraldo Granço", Unidade de Saúde da Família "Dr. Ângelo Arlindo Lobo" (USF), Unidade de Saúde da Família "Angelina Platinetti Massari" (USF), Unidade de Saúde da Família "Maria Neves Alexandrino" (USF), Unidade de Saúde da Família "Noé Franco de Campos'", CESMI – Centro de Especialidades Médicas de Iracemápolis "Capitão Paulo Simões", Pronto Socorro Municipal "Santa Cruz", "Ambulatório de Doenças Crônicas", o Posto de Atendimento em Domicilio (PAD) e diversos ambulatórios nas escolas e creches do municipio. Além disso o municipio passou a contar com um novo Transporte Sanitário.

### Comunicações
O sistema de telefones automáticos foi inaugurado na cidade em 1955 pela Telefônica de Limeira. Já o sistema de discagem direta à distância (DDD) foi implantado em 1980 pela Telecomunicações de São Paulo (TELESP) com o código de área (0194).
Na década de 90 o código DDD da cidade foi alterado para (019), para padronização do sistema telefônico com a telefonia celular que estava sendo implantada em todo o estado.

## Religião
O Cristianismo se faz presente na cidade da seguinte forma:

### Igreja Católica
A igreja faz parte da Diocese de Limeira.
- Paróquia Jesus Crucificado
- Paróquia Nossa Senhora Aparecida

### Igrejas Evangélicas
Entre as igrejas protestantes históricas, pentecostais e neopentecostais, encontram-se na cidade:
- Assembleia de Deus Ministério do Belém.[22][23]
- Congregação Cristã no Brasil.[24]